# Giorgio Nardello
Giorgio Nardello (Velo d'Astico, 3 marzo 1946) è un ex calciatore italiano, di ruolo libero.

## Carriera
Ha disputato 7 incontri nella Serie A 1972-1973 con la maglia del Lanerossi Vicenza.
In seguito ha militato a lungo nel Taranto, con cui ha disputato sei campionati in Serie B dal 1973 al 1979, per complessive 183 presenze e 5 reti.

## Palmarès
- Campionato italiano Serie D: 1

Trento: 1969-1970